# Amerikai 2 dolláros bankjegy
A 2 USA Dolláros, azaz $2-os bankjegy a legkisebb mennyiségben nyomtatott, jelenleg is használatban lévő amerikai címlet, 2020-ban 1 400 000 000 darab volt forgalomban. 1862 óta bocsátanak ki 2 dolláros papírpénzeket, ekkor debütált az United States Note típusú 2 dolláros államjegy. 1862 és 1928 között 187 x 79 mm (large size note), 1928 óta pedig 156 x 67 mm (small size note) méretben készülnek.

## Története
Az Egyesült Államokban az egész országban, nem pedig csak az egyes szövetségi államokban érvényes 2 dolláros államjegyet (állami kibocsátású papírpénzt) először 1862-ben adtak ki. Érdekesség, hogy 1928 előtt párhuzamosan több állami (United States Note, Silver Certificate, Treasury Note (Coin Note)), jegybank fiókbanki (National Currency Federel Reserve Bank Note), és állami ellenőrzésű magánbanki (National Currenncy National Bank Note) típusú, egymástól teljesen eltérő dizájnú 2 dolláros címlet is forgalomban volt. 

### United States Note

#### Large size note

##### 1869-es, 1874-es, 1880-as és 1917-es szériák
1869-ben teljesen új dizájnt kapott az United States Note típusú 2 dolláros, előoldalára az ezen a címleten máig használt, új Thomas Jefferson portré került, helyet kapott rajta a Capitolium ábrázolása is, hátoldalán gazdagon díszített, római és arab számos, valamint betűs értékjelzések láthatóak. Az 1869-es szériát megfestett, speciális papírra nyomtatták, ezért kapta a "szivárvány-széria" (rainbow series) nevet. Az 1874-es széria 1869-es szériához képest teljesen új hátoldalt kapott, apró változtatásoktól eltérően így nézett ki az 1875-ös, 1880-as és az 1917-es széria 2 dolláros államjegye is.

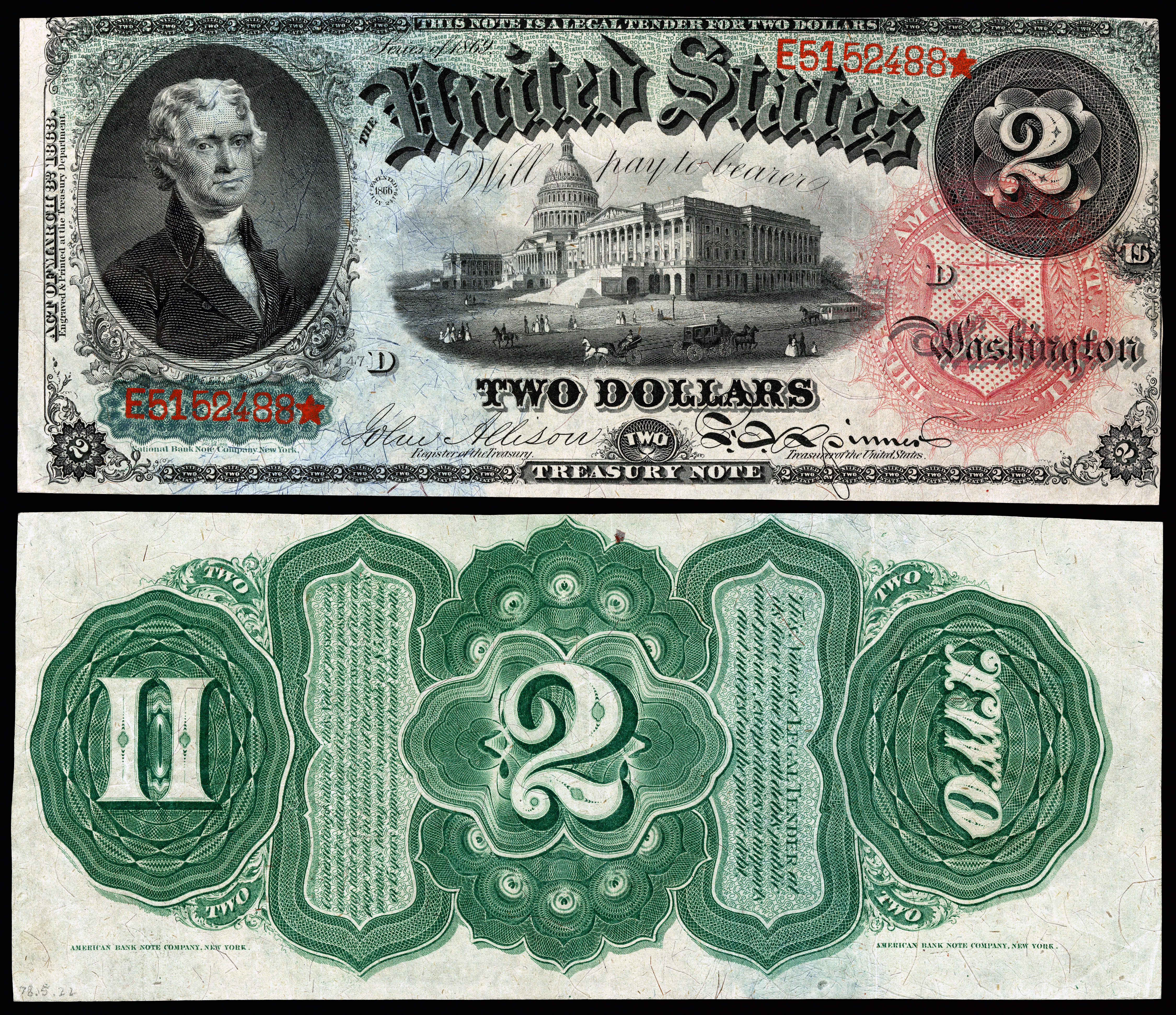
1869-es szériájú, United States Note típusú 2 dolláros államjegy, melyet többszínű, megfestett papírra nyomtattak.
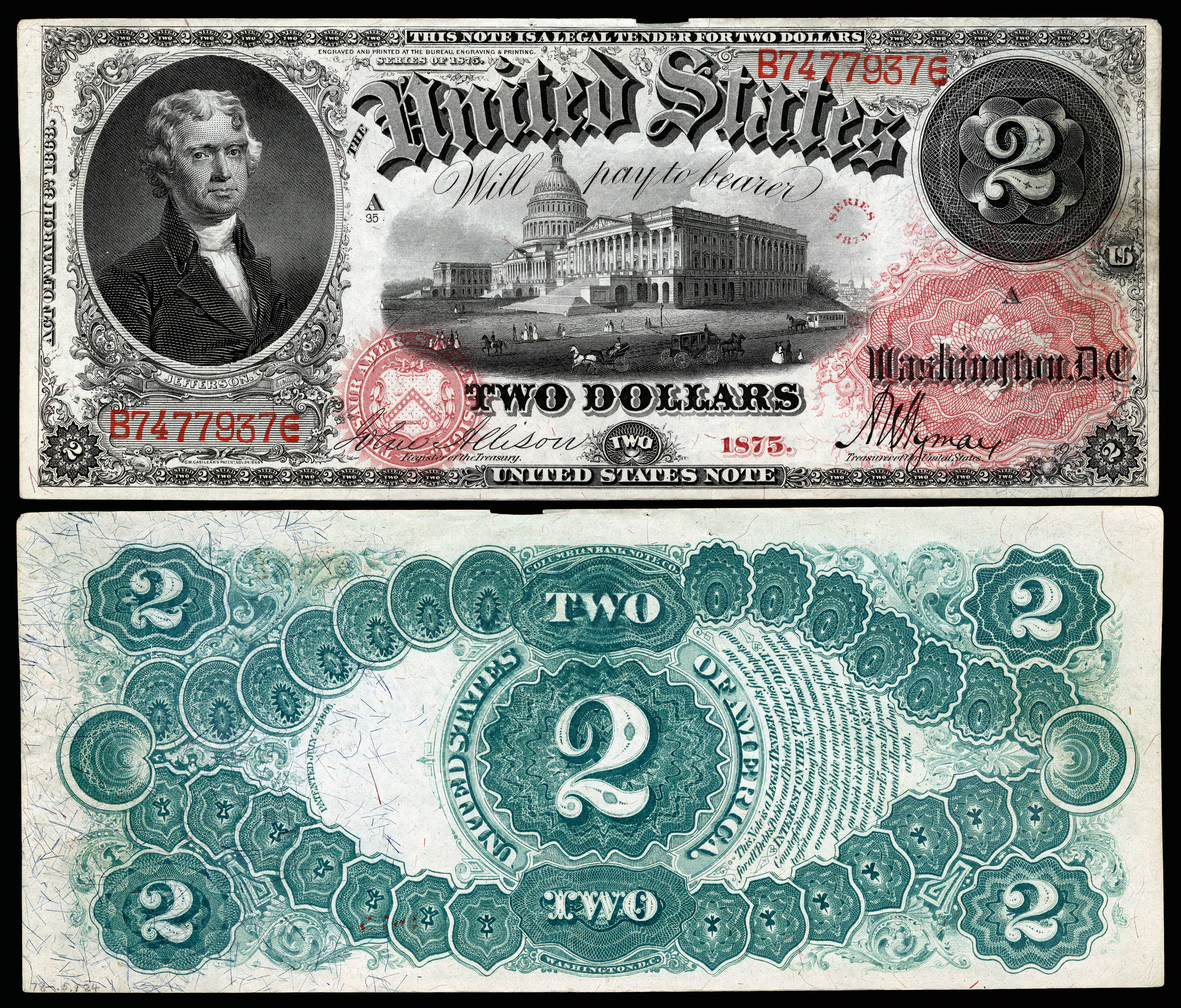
1874-es szériájú, United States Note típusú 2 dolláros államjegy. Megfestetlen papírra nyomtatták.

#### Small size note

##### 1928-as széria
Az 1928-as szériájú, United States Note típusú 2 dollárost 1929 és 1953 között bocsátották ki, előoldalán Thomas Jefferson elnök portréja, hátoldalán Jefferson rezidenciája, a Monticello épület látható. Több különböző aláírás változata létezett, melyet 1928, 1928A, 1928B, 1928C, 1928D, 1928E, 1928F és 1928G szériával jelöltek, 1928ː Tate - Mellon, 1928Aː Woods - Mellon, 1928Bː Woods - Mills, 1928Cː  Julian - Morgenthau, 1928Dː ismét Julian - Morgenthau, 1928Eː  Julian - Vinson, 1928Fː Julian - Snyder, 1928Gː Clark - Snyder.

##### 1953-as széria
Az 1953-as széria annyiban tért el az 1928-as szériától, hogy a piros kincstári címer a bal oldalról a jobb oldalra került, a bal oldalon pedig egy 2-es szám kapott helyet a felirat alatt, a címer korábbi helyén. Négy aláírás változata létezik az 1953, 1953A, 1953B, 1953C szériákban, ezekː 1953ː Priest - Humphrey, 1953Aː  Priest - Anderson, 1953Bː Smith - Dillon, 1953Cː Granahan - Dillon.

##### 1963-as széria
Az 1963-as szériában a feliratok módosultak az 1953-as szériához képest, az előoldalon a portré alól eltávolították a "WILL PAY TO THE BEARER ON DEMAND" feliratot, a hátoldalon a Monticello épület fölött pedig megjelent az "IN GOD WE TRUST" mottó. Két aláírás változata vanː 1963ː Granahan - Dillon, 1963Aː  Granahan - Fowler.

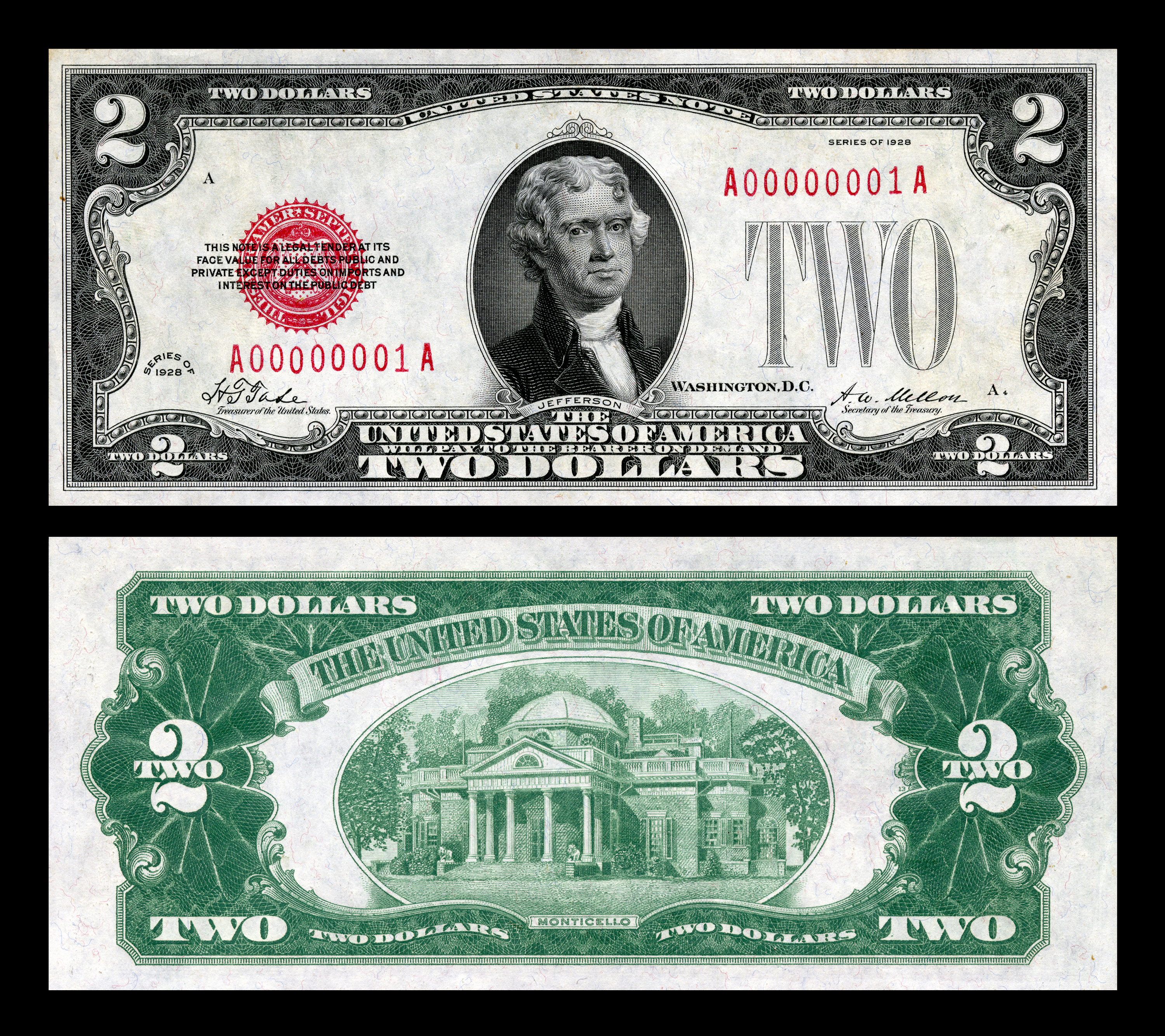
1928-as szériájú, United States Note típusú 2 dolláros államjegy, Tate és Mellon aláírásával
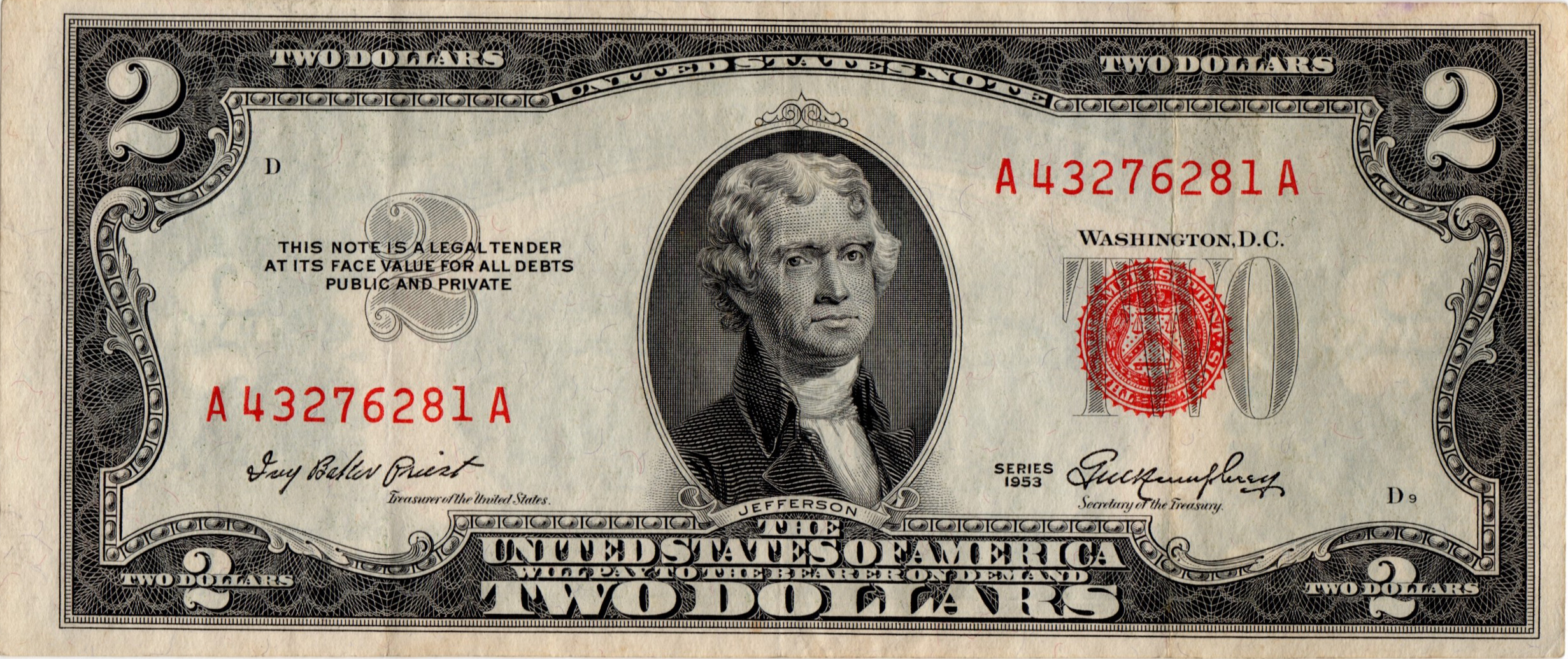
1953-as szériájú, United States Note típusú 2 dolláros államjegy, Priest és Humphrey aláírásával.

### Silver Certificate
1886-tól ezüstérmékre váltható, Silver Certificate típusú, 2 dolláros államjegyeket is forgalomba hoztak. 

#### Large size note

##### 1899-es széria

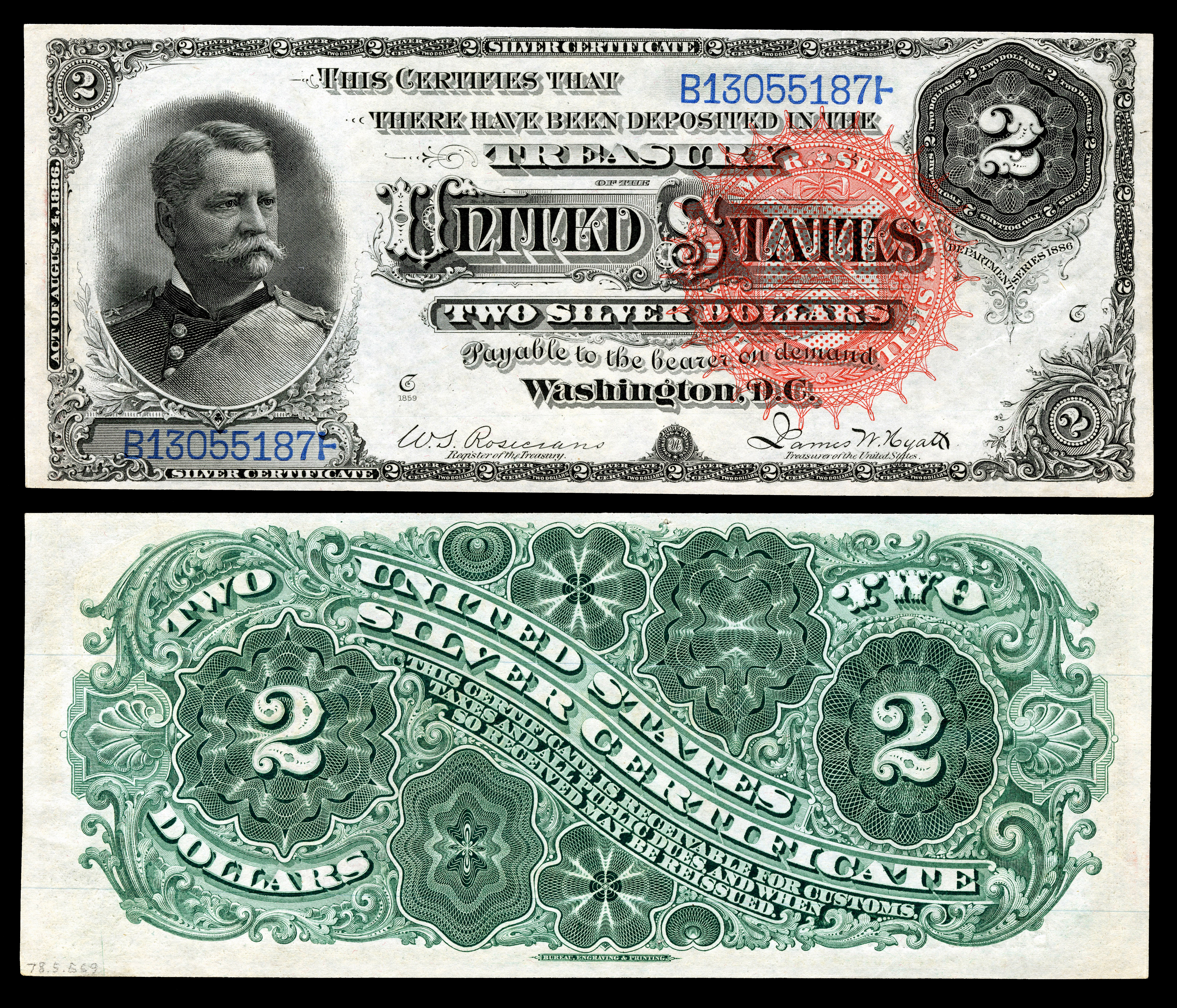
1886-os szériájú, Silver Certificate típusú 2 dolláros államjegy.
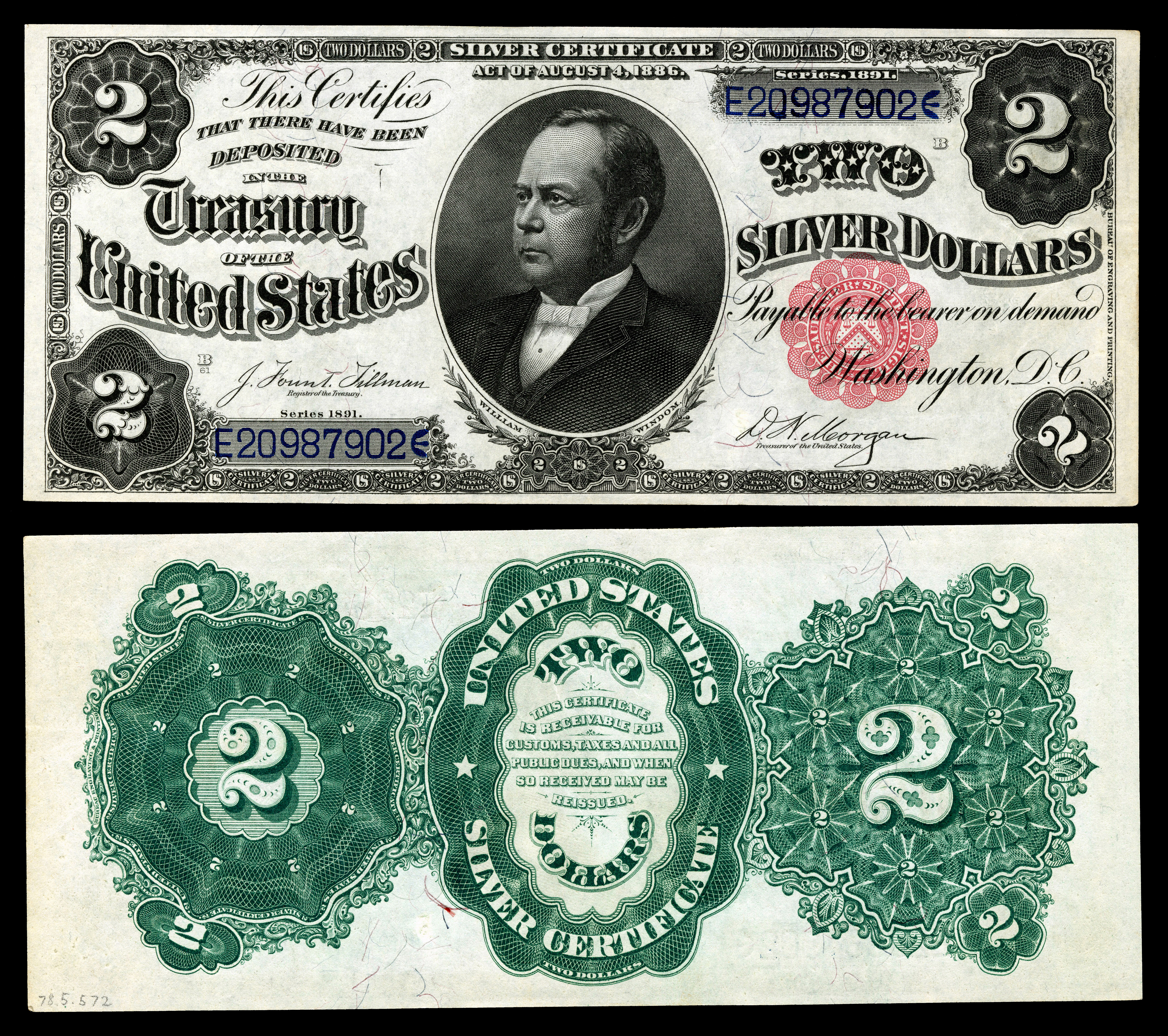
1891-es szériájú, Silver Certificate típusú 2 dolláros államjegy.
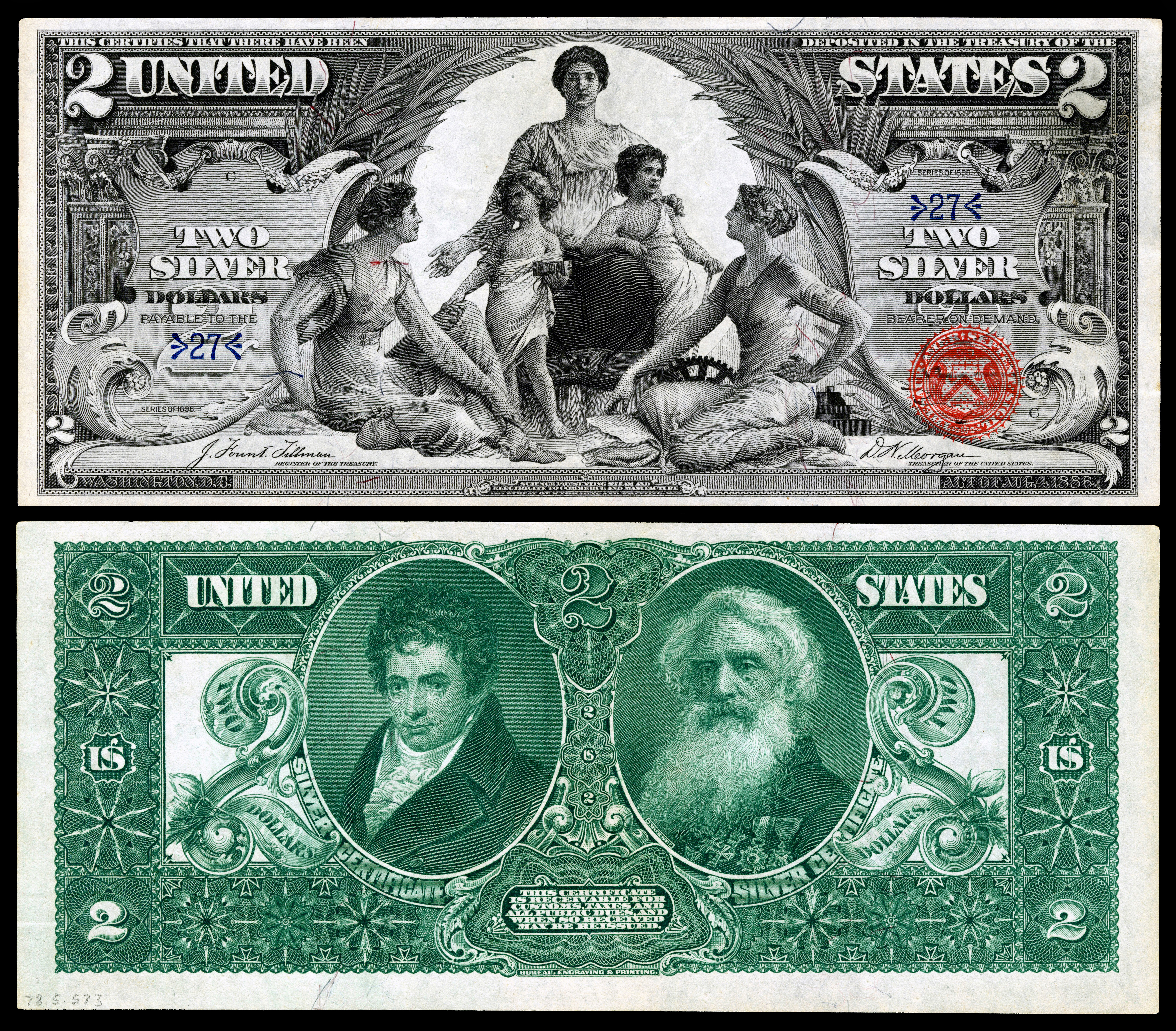
1896-os szériájú, Silver Certificate típusú 2 dolláros államjegy.
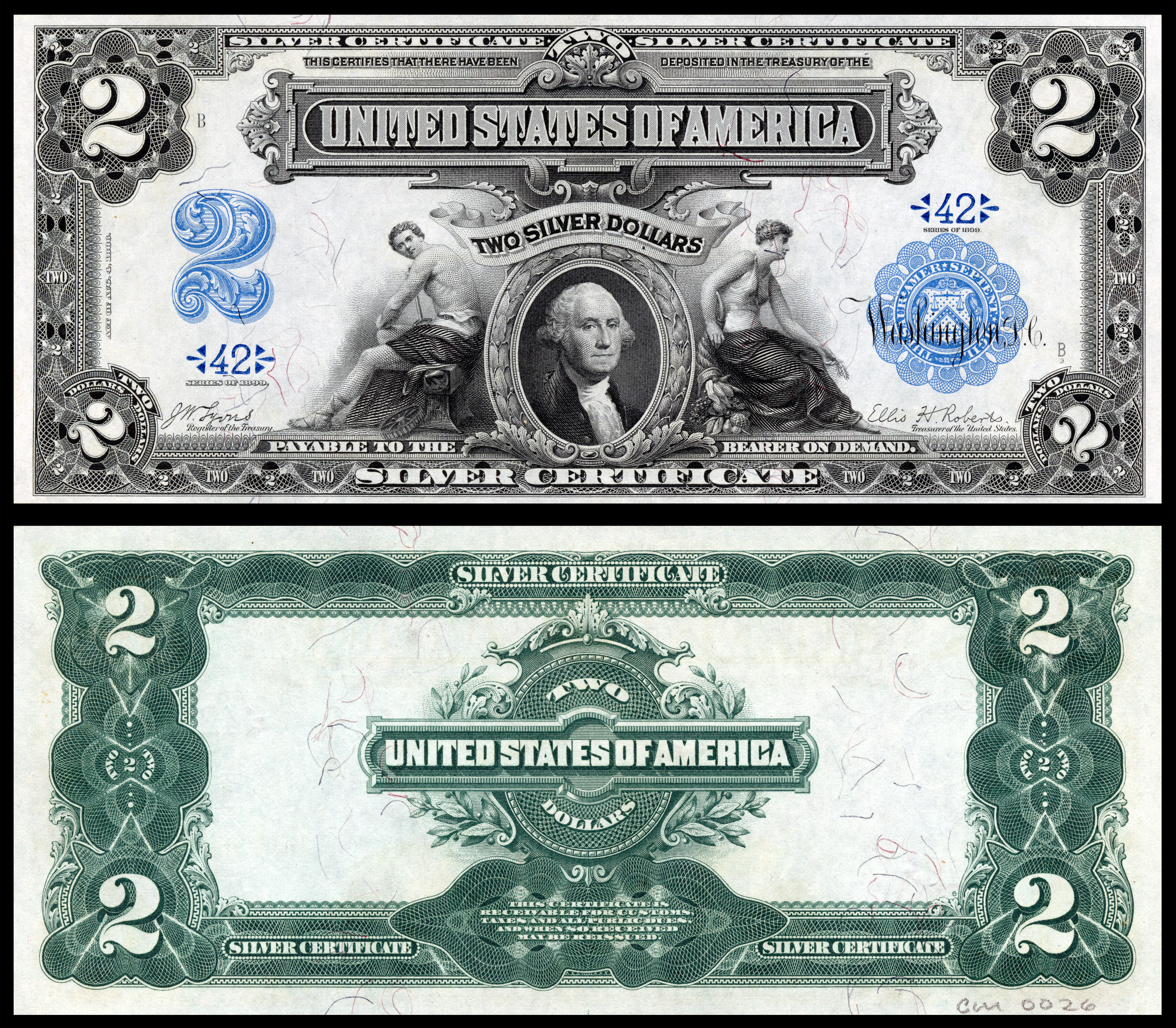
1899-es szériájú, Silver Certificate típusú 2 dolláros államjegy.

### Treasury Note (Coin Note)

#### Large size note

##### 1890-es és 1891-es széria
A Treasury Note (Coin Note) típusban, két nagyjából azonos előoldalú, James Birdseye McPherson tábornokot ábrázoló, de eltérő hátoldalú szériában (1890-es és 1891-es) bocsátottak ki 2 dolláros államjegyeket.

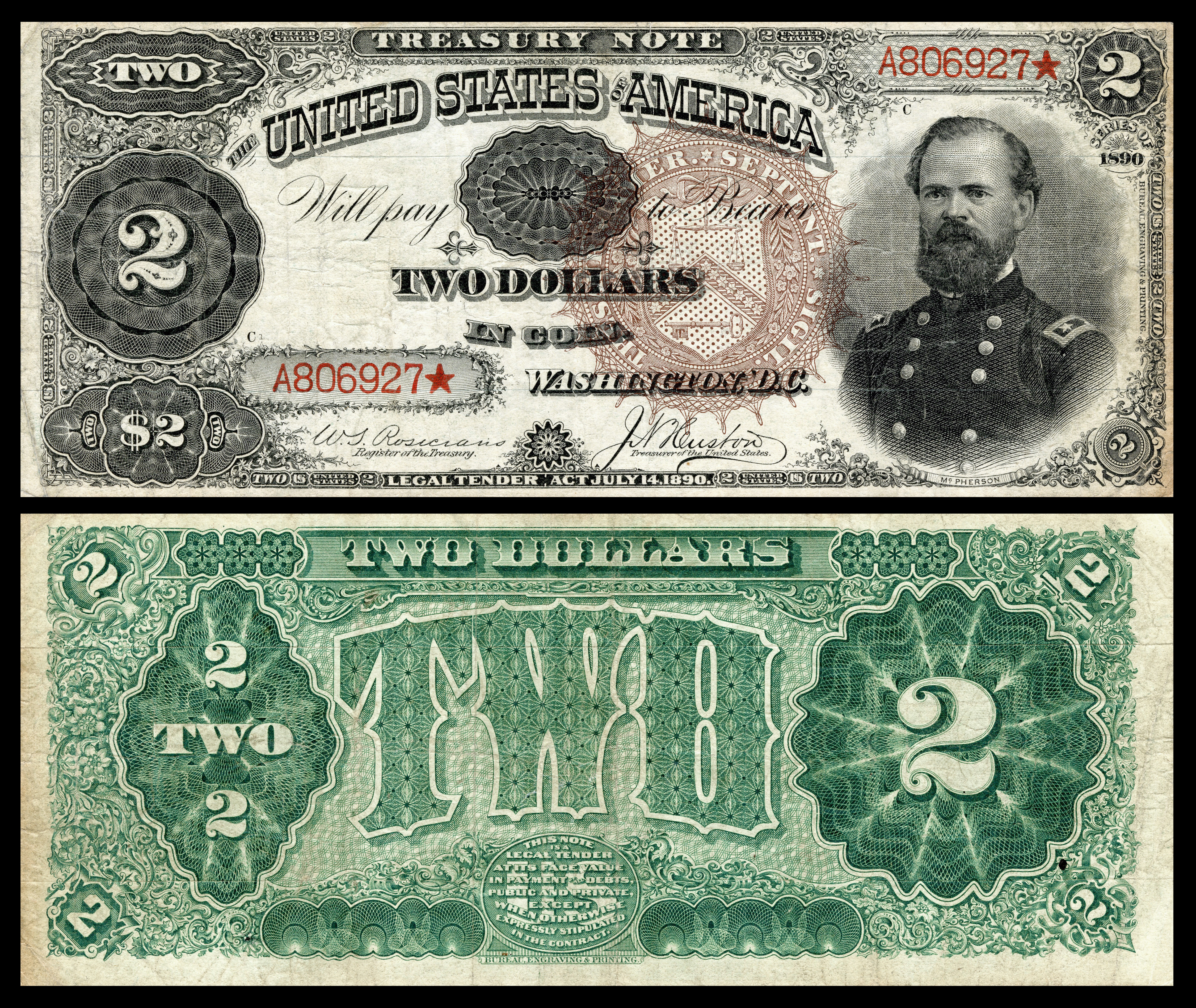
1890-es szériájú, Treasury Note (Coin Note) típusú 2 dolláros államjegy.
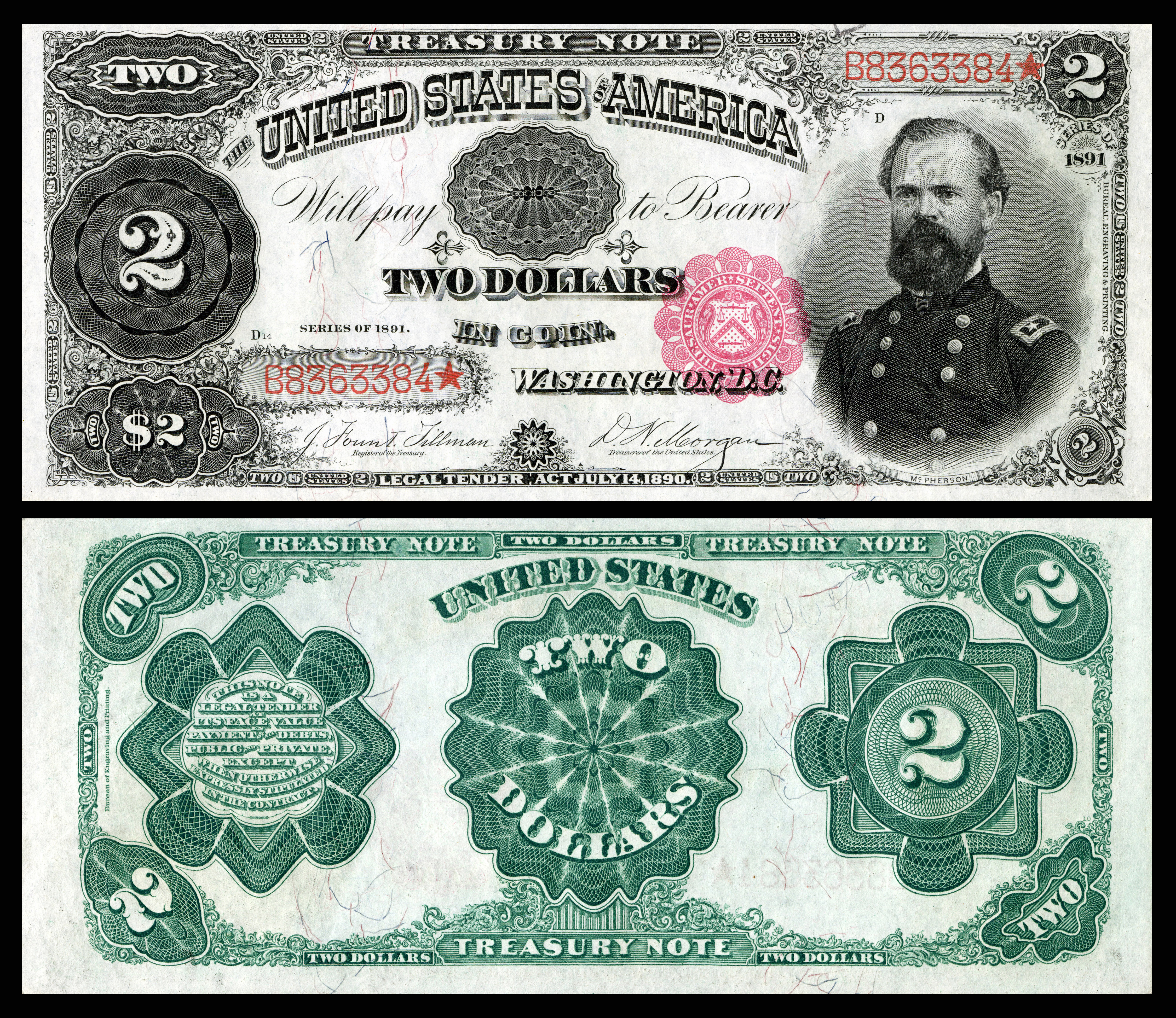
1891-es szériájú, Treasury Note (Coin Note) típusú 2 dolláros államjegy.

### National Currency Federal Reserve Bank Note

#### Large size note

##### 1918-as széria
A National Currency Federal Reserve Bank Note típusban, az 1918-as szériában a Federel Reserve System-et alkotó 12 Federal Reserve Bank bocsátott ki 2 dolláros bankjegyeket. Előoldalukon Thomas Jefferson portréja, a hátoldalon pedig a USS New York (BB-34) szuper dreadnought csatahajó ábrázolása látható. 

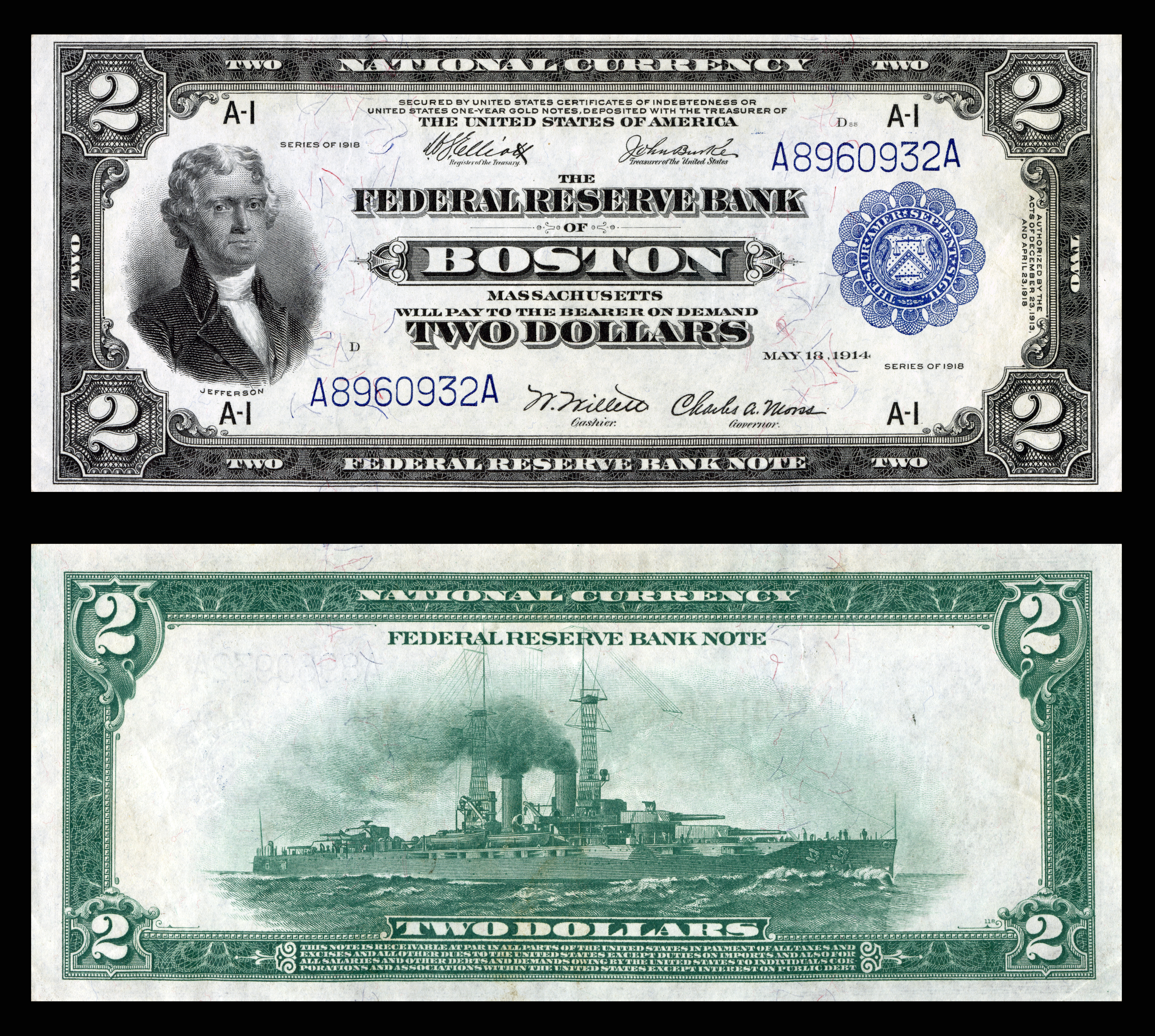
National Currency Federal Reserve Bank Note típusú, 1918-as szériájú, a Federal Reserve Bank of Boston, Massachusetts által kibocsátott 2 dolláros bankjegy.

### National Currency National Bank Note
A National Currency National Bank Note típusban 1872-től kezdődően, egységes dizájn alapján, több ezer különböző kereskedelmi bank bocsátott ki 2 dolláros bankjegyeket. 

#### Large size note

##### 1872-es és 1875-ös széria

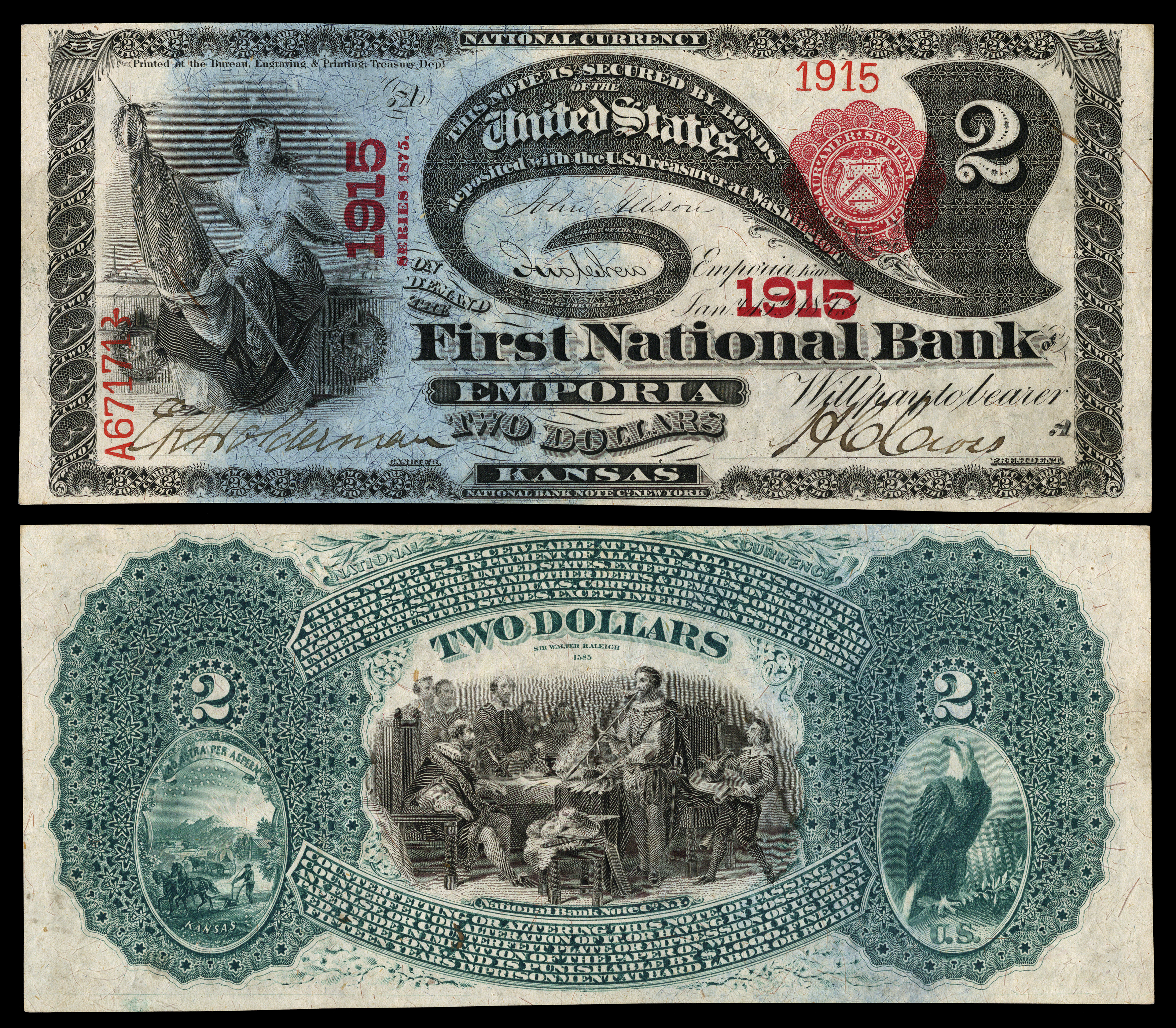
A National Currency National Bank Note szériába tartozó, a "First National Bank of Emporia, Kansas" (Charter 1915) által 1872-ben kibocsátott 2 dolláros bankjegy.

## Adatok
| Előlap | Hátlap | Hossz      | Magasság    | Súly    | Anyag                | Nyomtatás évei       | Előlap           | Hátlap                      |
| ------ | ------ | ---------- | ----------- | ------- | -------------------- | -------------------- | ---------------- | --------------------------- |
|        |        | kb. 156 mm | kb. 66,3 mm | kb. 1 g | 75% pamut 25% vászon | 1862-1966, 1976-most | Thomas Jefferson | Declaration of Independence |

## Gyakoriság
A 2 dolláros bankjegyet jóval költséghatékonyabb nyomtatni, mint 1 dollárosokat, mivel mindegyik 6,2 cent-be (kb. 19 Ft-ba) kerül, viszont a 2 dollárosokat a lakosság nem használja olyan széles körben.
| Év   | Milliárd db | Az összes Amerikai bankjegy %-a |
| ---- | ----------- | ------------------------------- |
| 2020 | 1,4         | 2,8%                            |
| 2019 | 1,3         | 2,9%                            |
| 2018 | 1,3         | 3%                              |
| 2017 | 1,2         | 2,9%                            |
| 2016 | 1,2         | 3%                              |
| 2015 | 1,1         | 2,9%                            |
| 2014 | 1,1         | 3%                              |
| 2013 | 1           | 2,9%                            |
| 2012 | 1           | 3%                              |
| 2011 | 0,9         | 2,9%                            |
| 2010 | 0,9         | 3,1%                            |
| 2009 | 0,9         | 3,2%                            |
| 2008 | 0,8         | 2,9%                            |
| 2007 | 0,8         | 3%                              |
| 2006 | 0,8         | 3%                              |
| 2005 | 0,7         | 2,7%                            |
| 2004 | 0,7         | 2,9%                            |
| 2003 | 0,7         | 2,9%                            |
| 2002 | 0,7         | 3,1%                            |
| 2001 | 0,6         | 2,7%                            |
| 2000 | 0,6         | 2,8%                            |